# Гірничо-хімічна промисловість
Гірничо-хімі́чна промисло́вість — галузь промисловості, що включає видобування, збагачування та первинну переробку апатитової і фосфоритної руд, природних калійних солей та руд, які містять сірку, бор, арсен тощо.

## Загальна характеристика
Основна продукція:
- калійні добрива,
- природний сульфат натрію,
- фосфатна сировина,
- боратова руда,
- природна сірка,
- сірчаний колчедан.

Серед промислово розвинених країн і країн, що розвиваються, найбільші запаси фосфатної сировини зосереджені в США, країнах Північної Африки (Марокко,Туніс, Алжир) і Близького Сходу. Основні добувні країни — США і Марокко, які також є найбільшими експортерами фосфатної сировини. Найбільші імпортери фосфоритів — держави Зх. Європи, Японія і Канада. Світові продуценти калійних солей — Канада (провідний експортер цієї сировини), США, ФРН і Франція.
Основні країни по видобутку природної сірки — США, Мексика, Ірак, де її отримують шляхом підземної виплавки (метод Фраша). Найбільші родов. піритів зосереджені в Саудівській Аравії та Іспанії. Осн. продуценти хім. сортів флюориту — Мексика, Іспанія, Італія, Франція, ПАР, Велика Британія, ФРН.
На видобутку боратів спеціалізується США і Туреччина. Найбільший виробник брому серед промислово розвинених країн — США. Провідні експортери — США і Ізраїль. Японія, Чилі, США і Індонезія спеціалізуються на видобутку йоду: в Японії та Індонезії — з попутних вод нафтових родовищ; в Чилі — з селітряних розчинів; в США — з підземних розсолів і солоних озер.
Найбільші продуценти і експортери йоду — Японія, Чилі.
Основна маса запасів і видобутку природного сульфату натрію припадає на США і Канаду.
За масштабами запасів і видобутку титанової сировини виділяються Австралія, Канада, Норвегія і США. Найбільші продуценти хромових руд — ПАР, Туреччина, Філіппіни, Фінляндія.

## Гірничо-хімічна промисловість України

### Надра України
Надра в Україні багаті на різні види гірничо-хімічної сировини: калійні солі, кам'яну сіль, карбонатну та фосфатну сировину, барит, борні руди, йод і бром, сірку самородну, сірчаний колчедан, ропні води, мінеральні фарби.
Вони в основному зосереджені на Донбасі, в Дніпровсько-Донецькій западині, Передкарпатті, в Криму та на Закарпатті.

### Підприємства
Найбільші підприємства гірничо-хімічної промисловості України розміщені головним чином на Донбасі — Сіверодонецький, Слов'янський, Дніпродзержинський, Горлівський, Костянтинівський та Донецький хімічні комбінати, Слов'янський та Лисичанський содові заводи.
На Передкарпатті до гірничо-хімічної промисловості належать Роздільське ВО «Сірка», Калуське ВО «Хлорвініл» та Стебниківський калійний завод. Діють також Рівненський, Сумський та Вінницький хімічні комбінати, які виробляють мінеральні добрива.